# Пасо дела Колина-Колина Векија (Пистоја)
Пасо дела Колина-Колина Векија је насеље у Италији у округу Пистоја, региону Тоскана.
Према процени из 2011. у насељу је живело 24 становника. Насеље се налази на надморској висини од 881 м.